# Cabaña

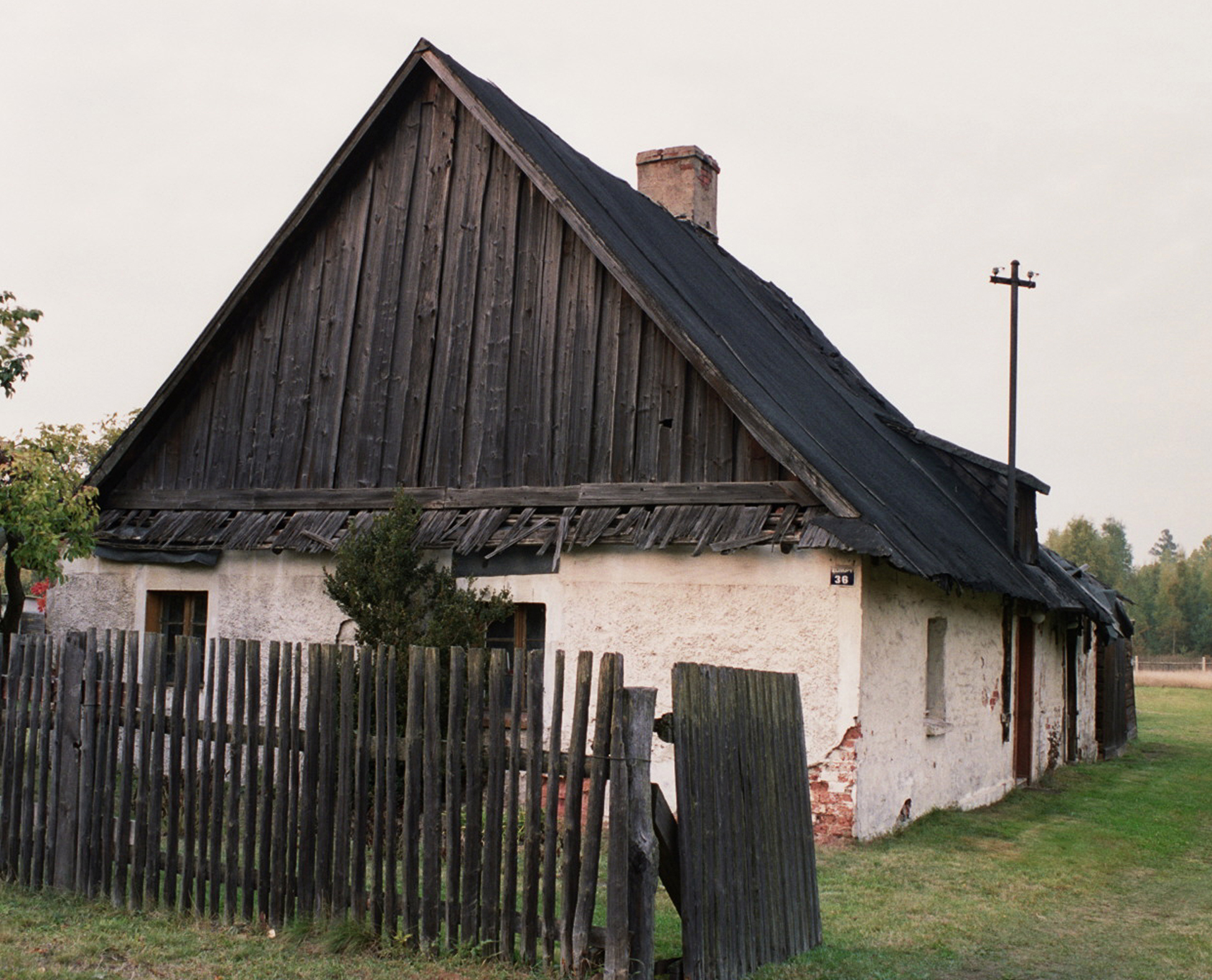
Una cabaña.

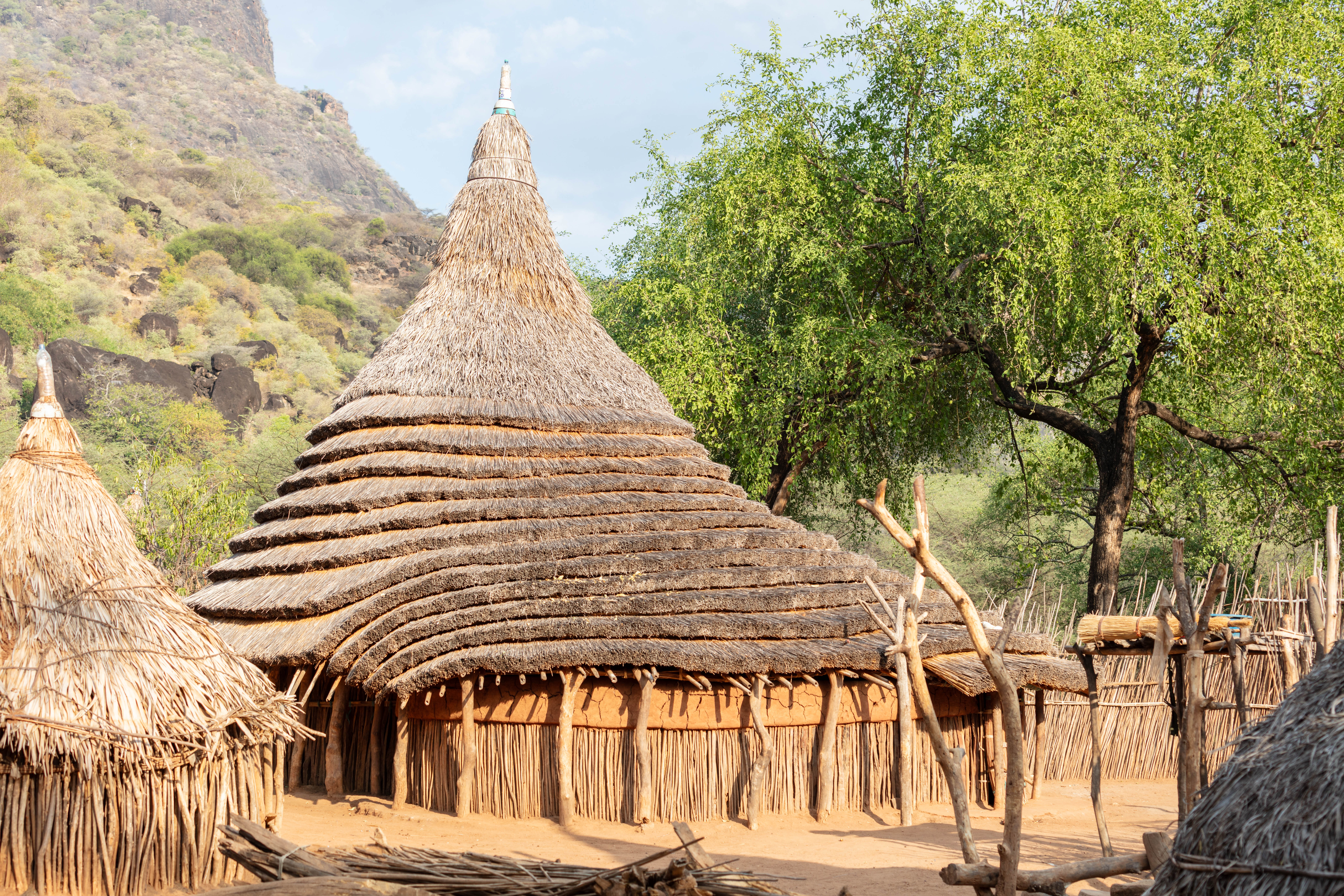
Cabaña en Sudán del Sur.

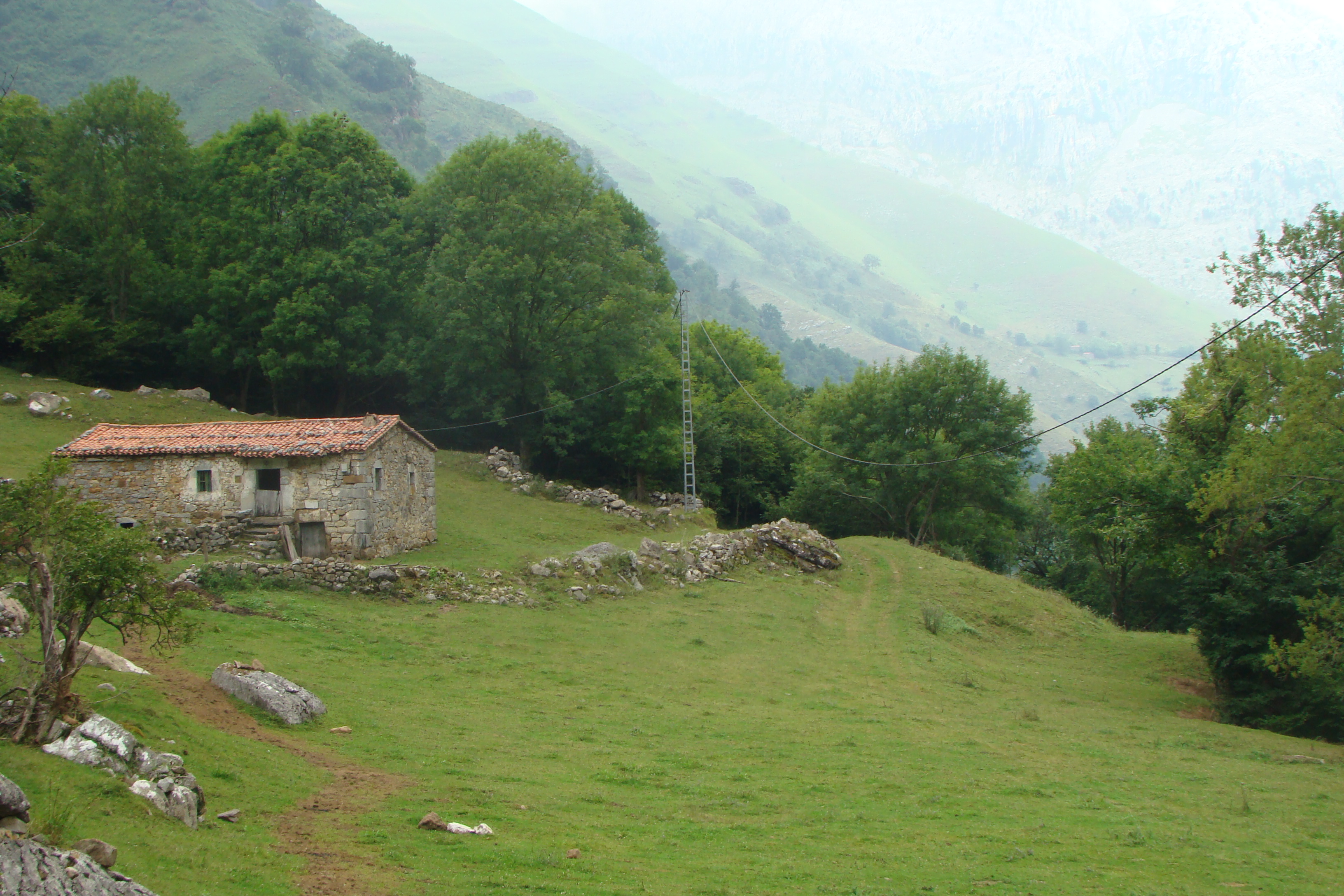
Cabaña ganadera, con patín, del norte de España, en el Valle de Soba.

En uso moderno, una cabaña es una vivienda sencilla, típicamente ubicada en áreas rurales o semirrurales. 
Originalmente en la Edad Media, las cabañas albergaron a trabajadores agrícolas y a sus familias. Así, las cabañas eran unidades campesinas más pequeñas. En un período temprano, una referencia documental a una cabaña significaría habitualmente no una vivienda independiente pequeña como hoy sino una vivienda y una granja completas (no obstante, pequeñas). Así en la Edad Media, la palabra «cabaña» (lat cotagium) parece haber significado no solo una vivienda, sino al menos una vivienda (domus) y un granero (grangia), así como, generalmente, un terreno vallado de tierra cerrado por una puerta (portum).
Algunos ejemplos de esto se pueden encontrar en los rollos de los juzgados del siglo XV. La vivienda de tipo cabaña acuñó el nombre latino: domum dicti cotagii, mientras que el granero de la cabaña fue llamado grangia dicti cotagii.
Más adelante, el vocablo «cabaña» pudo también haber denotado pequeñas granjas que abarcaban las dependencias y las tierras de labrantío o bosques. Una cabaña, en este sentido, incluiría típicamente apenas algunos acres de tierra labrada. En amplias zonas del norte de España, especialmente en Cantabria, se mantiene este uso para aquellas construcciones rurales (llamadas cabañas pasiegas), vinculadas a la ganadería, que eran habitadas de forma estacional, durante la trasterminancia entre las zonas baja de los valles y las cumbres.
Mucho más adelante (a partir del siglo XVIII), el desarrollo de la industria condujo al desarrollo de las cabañas de los tejedores y de las cabañas de los mineros.

## Cabin
El término 'cabin' suele hacer referencia a las cabañas. Sin embargo, su uso y su alcance pueden variar según el contexto en que se use. Por ejemplo, en ciertos sitios, como Canadá, los cottages pueden tener distintos tamaños y complejidades, y es común encontrar viviendas de este tipo dentro de las ciudades. En contraste, según el diccionario de inglés Oxford, el término cottage (cabaña) se utiliza en Norteamérica para representar una residencia de verano (a menudo en una escala grande y suntuosa) en un entorno acuático o un lugar para la salud o del placer con un uso primero reconocido que fecha a 1882, en referencia al Bar Harbor en Maine.